# Весенние грозы (фильм)
«Весенние грозы» — советский чёрно-белый художественный фильм, поставленный на киностудии «Белорусьфильм» в 1960 году режиссёром Николаем Фигуровским.

## Сюжет
Война разлучила молодых супругов — Ольгу и Виктора. После войны Виктор Бородин, считая жену давно погибшей, женился вторично. Новая пара считала себя счастливой до тех пор, пока Виктор вновь не встретил Ольгу...

## В главных ролях
- Рита Гладунко — Ольга Ковалёва
- Евгения Козырева — Галина
- Дмитрий Орлов — Ковалёв
- Надир Малишевский — Виктор Бородин
- Тамара Трушина — Боровская
- Анатолий Адоскин — Зайчук, конферансье

## Роли исполняют
- Леонид Рахленко — профессор
- Юрий Сидоров — Костя
- Евгений Карнаухов — иностранный учёный
- Владимир Светлов — помреж

## В эпизодах
- Александр Бурцев — Вася
- Мария Зинкевич — Валентина, шофёр
- Николай Парфёнов — Иван Николаевич, мастер (роль озвучил другой aктёр)
- Л. Свинцицкая — Люба, дочь Ольги
- Сергей Цейц — парикмахер
- Галина Макарова — кассир в театральной кассе
- Г. Глебко
- Борис Кудрявцев — матрос плавучего театра (нет в титрах)

## Съёмочная группа
- Сценарий и постановка — Николая Фигуровского
- Главный оператор — Владимир Окулич
- Художник — Владимир Владимир
- Композитор — Владимир Оловников
- Текст песен — Адама Русака
- Звукооператор — Николай Веденеев
- Монтажёр — Е. Аксёненко
- Редактор — А. Макаёнок
- Художники-гримёры — Б. Егоров и Г. Егорова
- Художник по комбинированным съёмкам — Ч. Цявловский
- Ассистент режиссёра — Г. Глебко
- Ассистент оператора — С. Петровский
- Оркестр Управления по производству фильмов
  - Дирижёр — Владимир Васильев
- Концертную программу исполняют:
  - Белорусский народный ансамбль под руководством Геннадия Цитовича
  - Эстрадно-симфонический оркестр Белорусского радио и телевидения под управлением Бориса Райского
- Директор картины — С. Рабинов

## Съёмки фильма
Фильм частично снимался в Калининграде. Ряд сцен ленты сохранили вид будущего Московского проекта, руины Либинихтской гимназии и здание еврейского сиротского приюта на ул. Октябрьской. Сцена стрижки героини Гладунько снималась у руин Королевского замка, его Овсяная башня отражается  в витрине парикмахерской.  

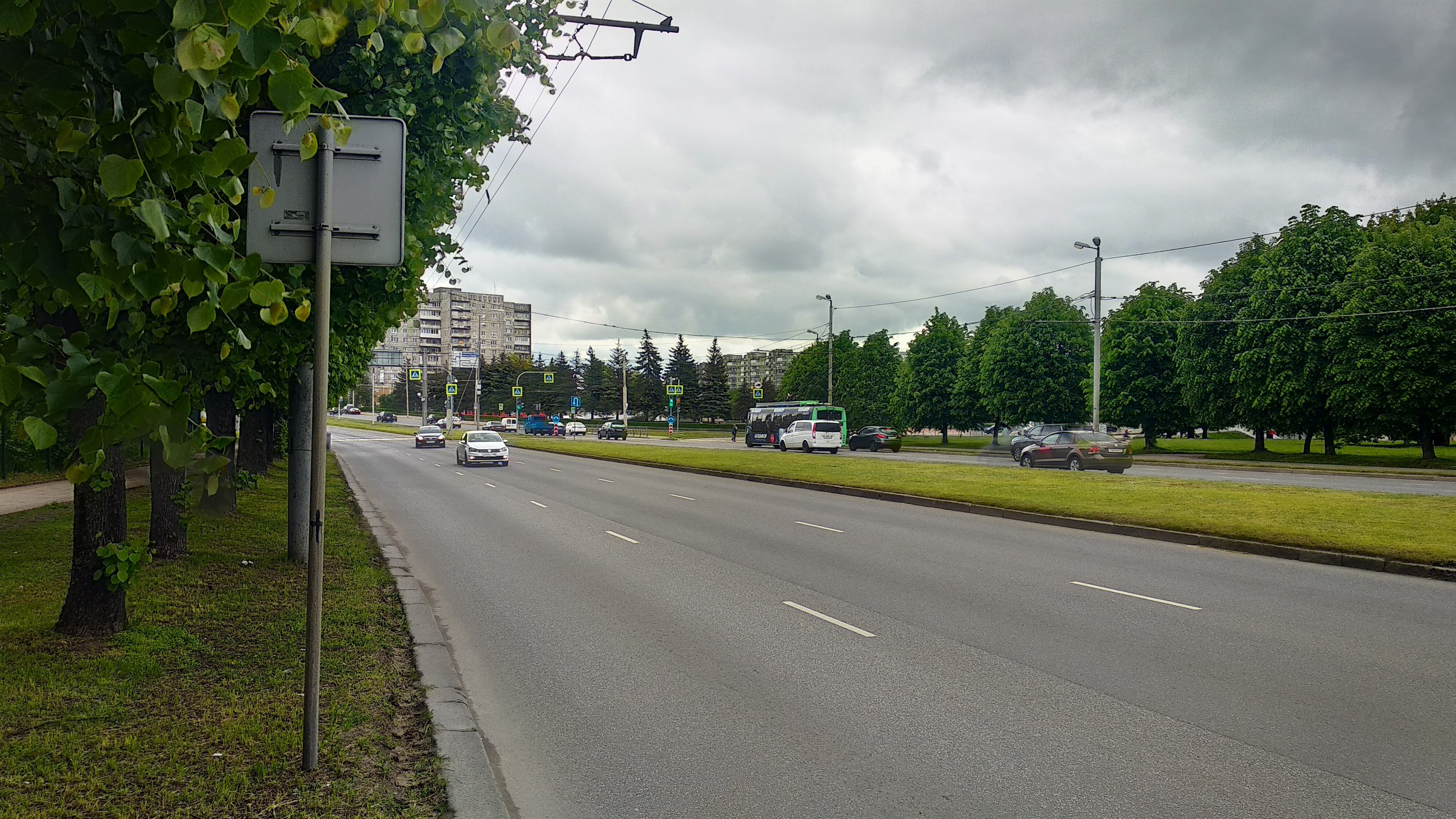

Интересно, что основной актёрский состав почти полностью повторяет другой фильм Фигуровского Н. - "Часы остановились в полночь". Данный фильм также снимали в Калининграде.